# LaLeLu

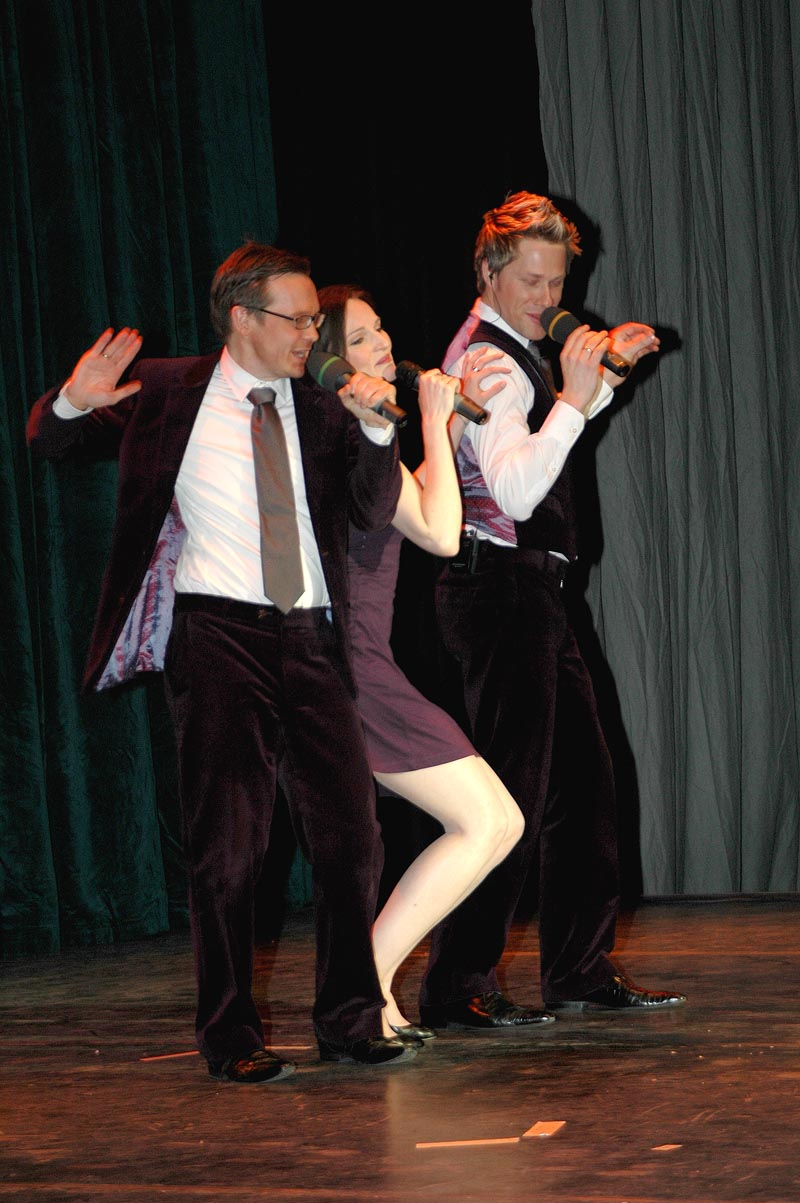
LaLeLu (2009)

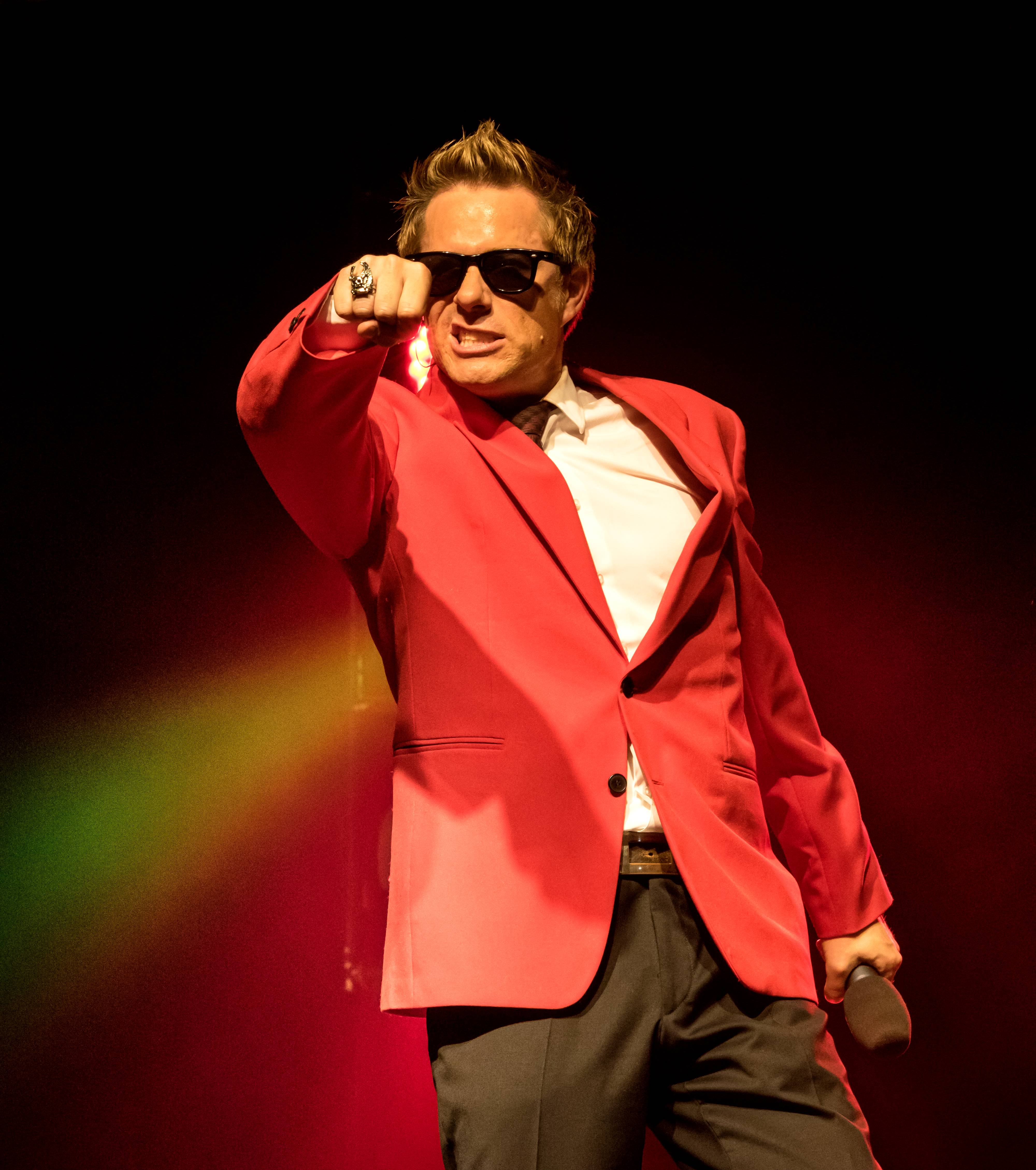
Zelt-Musik-Festival Freiburg 2015

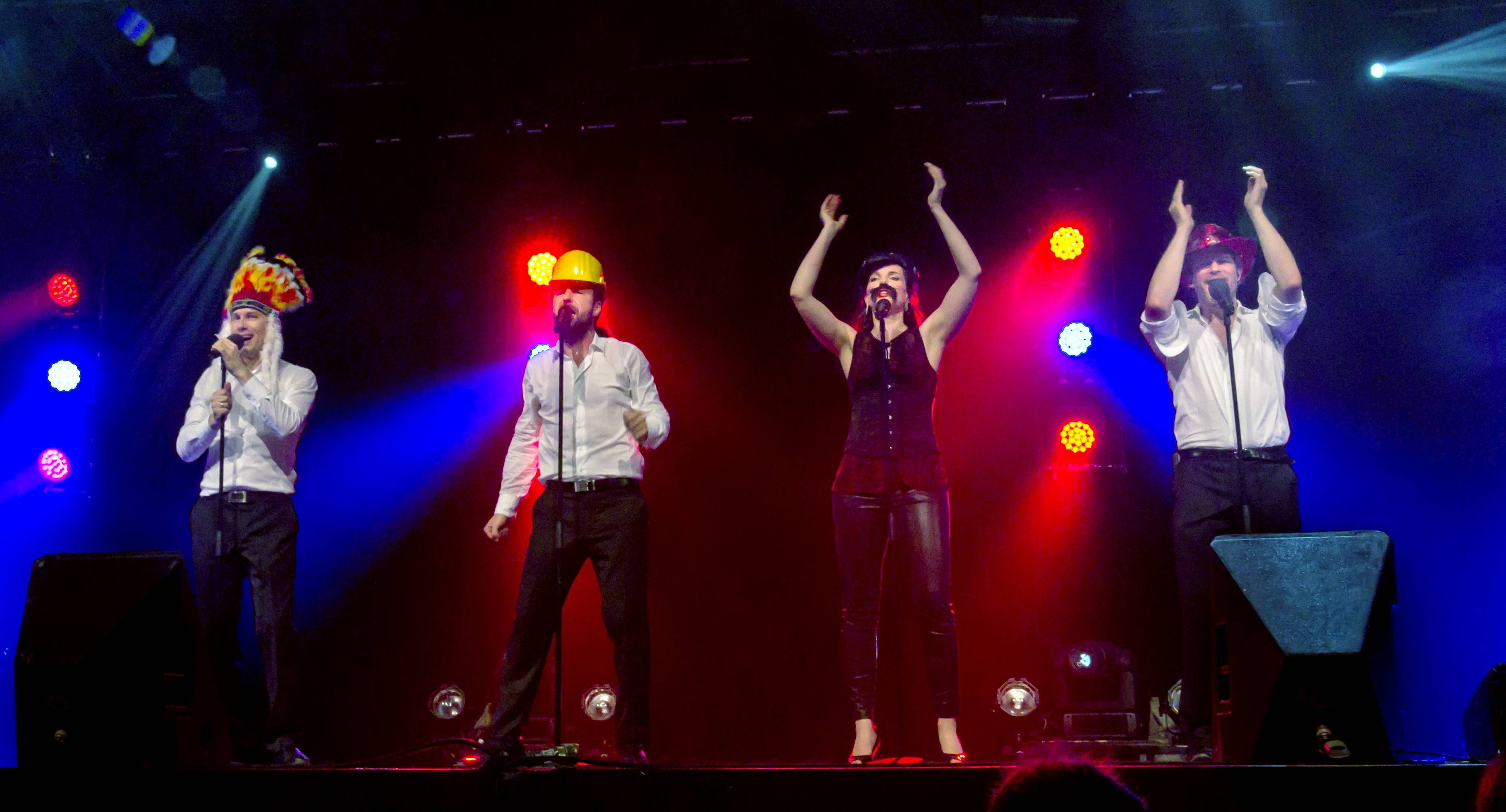
Zelt-Musik-Festival Freiburg 2015

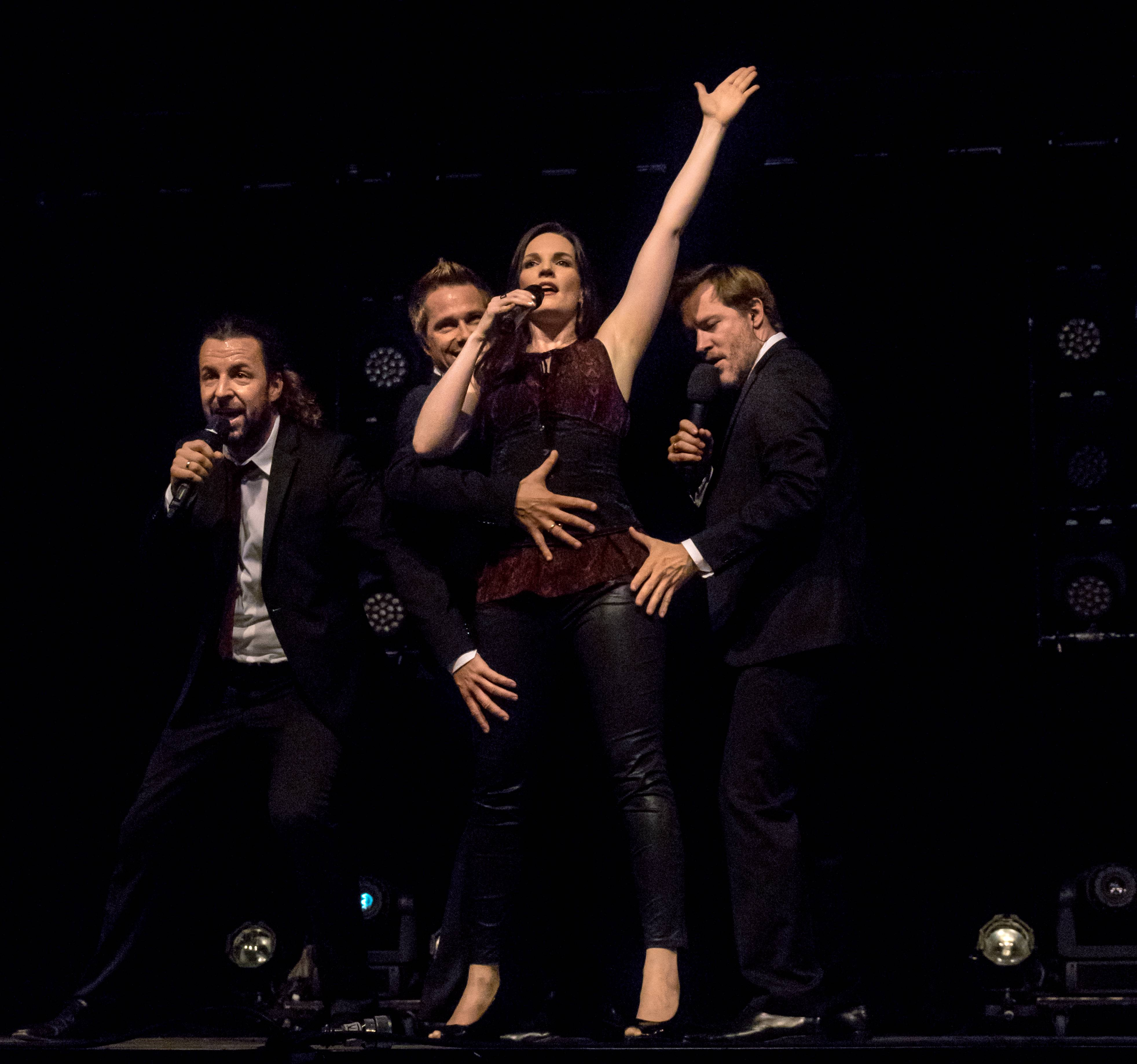
Zelt-Musik-Festival Freiburg 2015

LaLeLu ist eine vierköpfige A-cappella-Comedy-Gruppe aus Hamburg.

## Geschichte
LaLeLu wurde 1994 von Stefanie Hoffmann (Sopran), Sören Sieg (Tenor, * 1. November 1966), Jan Melzer (Bariton, Tenor * 11. Februar 1969 in Thuine), Tobias Hanf (Bass, * 26. April 1972 in Uelzen) gegründet. Stefanie Hoffmann verließ die Gruppe 2002 und wurde durch Sonja Wilts (* 26. September 1974 in Hilden) ersetzt. Nach deren Weggang im Februar 2008 übernahm Sanna Nyman (* 23. August 1977 in Lahti, Finnland) den weiblichen Part. Seit dem Weggang von Sören Sieg im Juni 2012 singt Frank Valet (* 20. November 1971 in Hamburg) Bariton.
Von Sören Sieg stammen die meisten Kompositionen, Texte und Arrangements.
Der Name der Gruppe leitet sich von dem von Heinz Rühmann und Oliver Grimm gesungenen Schlaflied La-Le-Lu aus dem Film Wenn der Vater mit dem Sohne ab. Dieses Lied war lange Zeit fester Bestandteil der Bühnenshow und wird auch heute noch manchmal als Zugabe gesungen.
Das Repertoire von LaLeLu setzt sich zusammen aus Melodien sämtlicher Genres, von Jazz und Popmusik, über Volkslieder (auch Plattdeutsch und Mundart) und Schlager, Hardrock bis Country bis hin zu Filmmusik und Werbe-Jingle. Dabei wird in den meisten Fällen der Text in lustiger Form abgewandelt und in Form einer Parodie dargeboten. Kostümwechsel und der Einsatz aussagekräftiger Requisiten gehören zu den Auftritten des Quartetts. Hinzu kommen Eigenkompositionen, Geräusch-, Instrumenten- und Stimmimitationen sowie teilweise kabarettistische Anmoderationen der Titel.
Ihr Programm Die dünnen Jahre sind vorbei (Premiere 2013) behandelte die Midlife-Crisis. Was machen drei gestandene Mannsbilder mit einer deutlich jüngeren Frau?. In ihrem Lebensberatungsprogramm Pech im Unglück (Premiere 2010) begaben sich die vier Hamburger auf die Suche nach dem Glück und nahmen Lebensberatungsbücher und Glücksucher aufs Korn. Ihr Programm Grundlos eitel – Das Deutschlandprogramm (Premiere 2008) beschäftigte sich inhaltlich mit der deutschen Provinz bzw. dem provinziellen Deutschland und variiert dabei in der regionalen Schwerpunktsetzung je nach ihrem Auftrittsort. Mit Nimm mich! Die Hochzeitsshow (Premiere 2007) präsentieren LaLeLu erstmals ein einheitliches Konzept in Form eines A-cappella-Musicals rund um das Thema Heiraten. Und jedes Jahr wieder geht LaLeLu mit ihrem ständig erneuerten Erfolgsprogramm Weihnachten mit LaLeLu (erste Premiere 2001) auf Tour.

## Preise
- Thüringer Kleinkunstpreis mit New York, Rio, Büdingen, 2002.
- St. Ingberter Pfanne mit Die musikalische Bilanz des 20. Jahrhunderts, 2000
- Lüdenscheider Lüsterklemme mit Die Show der Superlative: leider sehr gut, 2001

## Diskografie
- Die musikalische Bilanz unseres Jahrhunderts (1997)
- Lange Anna (1999)
- Letzte Ausfahrt Büdingen (2000)
- Leider sehr gut! (2001)
- Große Kunst. Für sehr viel Geld. (2003)
- Weihnachten mit LaLeLu (2004)
- 10 Jahre LaLeLu (2005)
- Nimm mich! Die Hochzeitsshow (2006)
- Nimm mich! Die Hochzeitsshow DVD (2007)
- Grundlos Eitel (2008)
- Pech im Unglück (2010)
- Die dünnen Jahre sind vorbei (2014)
- Weihnachten mit LaLeLu (2014) Neuauflage mit Frank Valet und Sanna Nyman
- 20 Jahre – Best of LaLeLu a capella comedy (2015)
- Muss das sein (2017)
- Die Schönen und das Biest (2019)
- "unplugged" – Das Elbphilharmonie-Konzert (2021)
- Alles richtig gemahct! (2023)

## Filmografie
- Nimm mich! Die Hochzeitsshow (Live-DVD, 2007)